# Eugenia z Yorku
Eugenia, właśc. księżniczka Eugenia, pani Jack Brooksbank, do 2018 księżniczka Eugenia z Yorku (Eugenie Victoria Helena, ur. 23 marca 1990 w Portland Hospital w Londynie) – księżniczka Zjednoczonego Królestwa z dynastii Windsorów, córka Andrzeja, księcia Yorku i jego żony, Sary, księżnej Yorku, wnuczka królowej Elżbiety II; znajduje się w linii sukcesji brytyjskiego tronu.
W 2018 poślubiła Jacka Brooksbanka, z którym ma dwóch synów – Augusta (ur. 2021) i Ernesta (ur. 2023).
Od urodzenia nosiła tytuł Jej Królewskiej Wysokości Księżniczki Yorku. Po ślubie utraciła część tytułu „z Yorku” i zgodnie z tradycją przyjęła tytuł Pani Jack Brooksbank.
Zaangażowana jest w działalność publiczną i charytatywną. Reprezentuje monarchę w oficjalnych wystąpieniach i patronuje wybranym organizacjom. W 2002 przeszła operację skoliozy w Royal National Orthopedic Hospital i z tą chorobą związane jest wiele jej aktywności.
Mieszka w Ivy Cottage w Pałacu Kensington w Londynie.

## Powiązania rodzinne
Księżniczka Eugenia urodziła się 23 marca 1990 o godzinie 7:58 w Szpitalu Portland w Londynie.
Jej rodzicami są Andrzej, książę Yorku, brytyjski książę i jego żona, Sara, księżna Yorku z domu Ferguson. Ma starszą siostrę, księżniczkę Beatrycze.
Jej dziadkami są ze strony ojca Filip, książę Edynburga, urodzony w greckiej rodzinie królewskiej i Elżbieta II, królowa Zjednoczonego Królestwa od 1952 roku, wywodząca się z rodu Windsorów; natomiast ze strony matki major Ronald Ferguson i jego pierwsza żona, Susan Wright.
30 marca książę i księżna Yorku podali imiona księżniczki: Eugenia (na cześć królowej Hiszpanii, wnuczki królowej Wiktorii), Wiktoria (na cześć królowej Wiktorii) i Helena (na cześć Heleny, córki królowej Wiktorii). Obecnie jest jedyną członkinią brytyjskiej rodziny królewskiej, która ma Wiktoria wśród swoich imion.
Została ochrzczona w wierze anglikańskiej w Kościele Świętej Marii Magdaleny w Sandringham przez biskupa Norwich 23 grudnia 1990. Była pierwszą członkinią rodziny królewskiej, której chrzest był wydarzeniem publicznym i pierwszą, która nie została ochrzczona w Lily Font – tradycyjnej pozłacanej chrzcielnicy brytyjskiej rodziny królewskiej, używanej od czasów królowej Wiktorii. Jej rodzicami chrzestnymi zostali: James Ogilvy (kuzyn ojca), kapitan Alastair Ross (który nie stawił się na ceremonii), Susan Ferguson (macocha księżnej Yorku), Julia Dodd-Noble i Louise Blacker.
Jest matką chrzestną Maud Elizabeth Daphne Marina Windsor (ur. 2013), córka lorda i lady Frederick Windsor.

## Wykształcenie
W latach 1992–1993 była uczennicą Winkfield Montessori. Następnie do 1995 uczęszczała do Upton House School w Windsorze. Kontynuowała edukację w Coworth Park School (do 2001) oraz w St George’s School w Windsorze (do 2003). W 2008 ukończyła Marlborough College, a następnie wykorzystała rok przerwy od nauki (gap year). W 2012 została absolwentką Uniwersytetu Newcastle na kierunkach literatura angielska i historia sztuki.

## Członkini rodziny królewskiej
Jako wnuczka brytyjskiego monarchy w linii męskiej, Eugenia uprawniona jest do używania tytułu Jej Królewskiej Wysokości Księżniczki Zjednoczonego Królestwa. Dodatkowo do dnia ślubu nosiła tytuł księżniczki z Yorku, związany z tytułem jej ojca. W szkołach i pracy zawodowej występowała jako Eugenie York. 
Regularnie reprezentuje monarchę w czasie oficjalnych wystąpień. Zaangażowana jest w działalność charytatywną. Odbyła kilka dyplomatycznych podróży zagranicznym w imieniu monarchy. Przykładowo w styczniu 2013 razem z księżniczką Beatrycze uczestniczyła w oficjalnej wizycie do Niemiec. Siostry odwiedziły Berlin i Hanower.
30 maja 1996 jej rodzice się rozwiedli, postanowili dzielić opiekę nad córkami.
W 2016 została sportretowana w serialu komediowym The Windsors, a w jej rolę wcieliła się Celeste Dring.
21 marca 2019, w swoim pierwszym wystąpieniu razem z mężem, odwiedziła Royal National Orthopaedic Hospital w Londynie, w którym w dzieciństwie przeszła operację skoliozy.

## Patronaty
- Od kwietnia 2012 jest patronem Royal National Orthopaedic Hospital’s Redevelopment Appeal;
- Od czerwca 2016 jest patronem Teenage Cancer Trust;
- Od listopada 2016 jest patronem Coronet Theatre w Kensington;
- Od kwietnia 2017 jest patronem The European School of Osteopathy;
- Od 2017 jest patronem Charity:water;
- Od 2018 jest ambasadorem Project 0;
- Od maja 2018 jest patronem Tate Young Patrons;
- Od 2018 jest patronem Big Cat Sanctuary;
- Od 2019 jest patronem Horatio’s Garden.

## Życie prywatne
W 2002 przeszła zabieg redukcji skoliozy w Royal National Orthopaedic Hospital w Londynie, którego od 2012 jest patronem. Wszczepiono jej ośmiocalowe tytanowe gwoździe, a na plecach pozostała znacznej długości blizna. Była hospitalizowana na oddziale intensywnej terapii, a następnie przez sześć dni poruszała się na wózku inwalidzkim, po czym powróciła do pełnej sprawności.
W 2010 w szwajcarskim Verbier poprzez wspólnych przyjaciół poznała Jacka Chritstophera Stampa Brooksbanka (ur. 3 maja 1986), potomka brytyjskiej rodziny baronetów. 22 stycznia 2018 Pałac Buckingham ogłosił zaręczyny pary. Brooksbank oświadczył się podczas wakacji w Nikaragui na początku roku. 12 października 2018 zawarli związek małżeński w kościele anglikańskim w Kaplicy Świętego Jerzego na Zamku Windsor. Księżniczka wystąpiła w sukni zaprojektowanej przez Petera Pilotto, która odsłoniła jej bliznę po operacji skoliozy. Brytyjska telewizja transmitowała uroczystość na żywo. Była to również pierwsza okazja od 1992, kiedy książę Edynburga i księżna Yorku wspólnie wystąpili publicznie.
25 września 2020 Pałac Buckingham ogłosił pierwszą ciążę księżniczki Eugenii. 9 lutego 2021 w Portland Hospital w Londynie urodziła syna, który otrzymał imiona August Filip Hawke (August Philip Hawke Brooksbank).
24 stycznia 2023 roku ogłoszono, że Eugenia i jej mąż spodziewają się swojego drugiego dziecka. 5 czerwca 2023 roku poinformowano, że kilka dni wcześniej, 30 maja 2023 roku, księżniczka urodziła drugiego syna. Chłopiec otrzymał imiona Ernest Jerzy Ronnie (ang. Ernest George Ronnie). Eugenia poinformowała, że jej drugie dziecko otrzymało imiona po Jerzym V (którego trzecim imieniem było imię Ernest), Jerzym Brooksbanku (teściu Eugenii) oraz Ronaldzie Fergusonie (dziadku Eugenii, ojcu Sary Ferguson).
Od marca 2018 Eugenia prowadzi publiczne konto na Instagramie.
W 2018 we wrześniowym wydaniu brytyjskiego Vogue ukazał się wywiad i sesja zdjęciowa księżniczki i jej siostry.

## Genealogia
Poprzez swojego przodka, Jana Wilhelma Friso, księcia Oranii spokrewniona jest ze wszystkimi rodzinami królewskimi i książęcymi panującymi w Europie.
Księżniczka Eugenia w linii męskiej jest potomkinią greckich królów. Jej dziadek, Filip, książę Edynburga, urodził się w 1921 w Atenach jako książę Grecji i Danii. Został ochrzczony w Greckim Kościele Prawosławnym. Przed ślubem z księżniczką Elżbietą zrzekł się swoich tytułów i przyjął nazwisko Lord Mountbatten (tłumaczenie na język angielski niemieckiego nazwiska Battenberg). Żona uczyniła go księciem Wielkiej Brytanii i nadała tytuł księcia Edynburga. Eugenia jest praprawnuczką Jerzego I, króla Greków i genealogicznie należy do dynastii Glücksburgów.
Ze strony babki jest potomkinią królów Anglii i Wielkiej Brytanii
Matka księżniczki, Sara, także ma arystokratycznych przodków. Jest potomkinią Karola II, króla Anglii i Szkocji oraz kilku angielskich książąt. Poprzez księżną Yorku Eugenia spokrewniona była między innymi z Dianą, księżną Walii.